# Stade Ruta de la Plata
Le Stade Ruta de la Plata (en espagnol : Estadio Ruta de la Plata) est un stade de football espagnol situé dans la ville de Zamora, en Castille-et-León.
Le stade, doté de 7 813 places et inauguré en 2002, sert d'enceinte à domicile à l'équipe de football du Zamora Club de Fútbol.

## Histoire
Le stade ouvre ses portes en 2002 pour remplacer l'ancien stade de la ville, le Stade La Vaguada, devenu trop vétuste. Il est inauguré le 1er septembre 2002 lors d'un match nul 1-1 entre les locaux du Zamora CF et du CD Ourense (le premier but officiel au stade étant inscrit par Pedro Pascual, joueur du Zamora CF).

## Événements

### Matchs internationaux de football
| Date           | Compétition        | Équipes                           | Score | Affluence |
| -------------- | ------------------ | --------------------------------- | ----- | --------- |
| 1er avril 2003 | Qualifs. Euro 2004 | Espagne espoirs — Arménie espoirs | 5-0   | 4 500     |